# Kadmeischer Sieg
Als Kadmeischen Sieg bezeichnet man einen Sieg, bei dem auch der Sieger herbe Verluste hinnehmen muss. Die Bezeichnung leitet sich aus der griechischen Mythologie von den beiden Söhnen des Ödipus, Eteokles und Polyneikes, ab, die man als Nachkommen des Kadmos auch Kadmeier (griech. Καδμείοι Kadmeioi) nennt.
Polyneikes zog gegen seinen Bruder Eteokles, den König von Theben, in den Krieg (Sieben gegen Theben). Hierbei töteten sich Polyneikes und Eteokles gegenseitig. Die Thebaner konnten das Heer des Polyneikes vernichtend schlagen, doch starben neben ihrem König viele ihrer Kämpfer. Schon in der Antike wurde ein solcher Krieg sprichwörtlich Kadmeischer Sieg genannt, erstmals nachweisbar bei Pausanias. Auch die Metapher vom Pyrrhussieg ist in diesem Sinne verwendbar.